# Doire du Verney
Pour les articles homonymes, voir Doire et Verney.
La Doire du Verney est un affluent de la Doire Baltée, et descend du vallon de La Thuile, dans le haut Valdigne.

## Géographie
La Doire du Verney naît dans le haut vallon du Breuil, près du col du Petit-Saint-Bernard. Après avoir reçu les eaux de plusieurs torrents mineurs et du lac du Verney, il reçoit la Doire du Rutor à La Thuile, en formant ainsi la Doire de La Thuile, qui descend à Pré-Saint-Didier pour se jeter dans la Doire Baltée.
Le bassin de la Doire de La Thuile à la confluence entre la Doire du Verney et celle du Rutor comprend les surfaces glaciaires et les névés du Rutor, des vallons du Breuil, de Chavannes et d'Orgères, outre aux lacs du Rutor et de Bellecombe (2 378 m) et du lac du Verney (2 085 m).